# 마인크래프트 서버
마인크래프트 서버(Minecraft server)는 2011년 모장 스튜디오의 비디오 게임 마인크래프트를 위한 플레이어 소유 또는 기업 소유의 다인용 게임 서버이다. 이 맥락에서 "서버"라는 용어는 단일 기계보다는 연결된 서버의 컴퓨터 망을 의미하는 경우가 많다. 플레이어는 모장이 제공하는 소프트웨어를 사용하여 컴퓨터에 직접 서버를 설정하거나, 호스팅 공급자를 이용하여 전용 머신에서 보장된 업타임으로 서버를 실행할 수 있다. 가장 큰 서버는 일반적으로 미니게임 서버인 하이픽셀로 알려져 있다.
마인크래프트 멀티플레이어 서버는 서버 운영자가 제어하며, 이들은 시간 설정, 플레이어 순간이동, 월드 스폰 설정 등의 서버 명령에 접근할 수 있다. 서버 소유자(또는 라이브 서버 파일에 접근할 수 있는 사용자)는 서버의 메커니즘을 변경하고, 다른 기능들 중에서 명령을 추가하기 위해 플러그인을 설정하고 설치할 수도 있으며, 어떤 사용자 이름이나 IP 주소가 게임 서버에 입장하도록 허용되거나 허용되지 않는지에 대한 제한을 설정할 수도 있다.
멀티플레이어 서버는 다양한 활동을 제공하며, 일부 서버는 독특한 전제, 규칙, 관습을 가지고 있다. 플레이어 대 플레이어 (PvP) 전투를 활성화하여 플레이어 간의 싸움을 허용할 수 있다. 사용자 지정 모드와 플러그인(서버 측 모드)은 수정된 서버에서 사용하여 게임의 바닐라 형태에서는 일반적으로 불가능한 작업을 수행할 수 있다. 또한 게임의 자바 및 베드락 에디션 간 크로스플레이를 허용할 수 있는 서버 소프트웨어 수정본도 존재한다.

## 역사

### 출시 전
멀티플레이어는 2009년 5월 31일 게임의 클래식 단계에서 마인크래프트에 처음 추가되었다. 첫 번째 서버 모드는 이 시기부터 빠르게 등장하기 시작했다.
2010년 9월 3일, hMod 작업이 시작되었다. hMod는 플러그인을 위한 API를 구현하여, 플러그인들이 hMod를 사용하는 한 서로 호환되도록 보장하는 주목할 만한 모드였다. 이 시기에 WorldEdit와 같은 여러 주목할 만한 프로젝트가 hMod를 위해 만들어졌으며, 이 중 일부는 오늘날까지도 더 현대적인 플랫폼을 위해 유지되고 있다.
마인크래프트 서바이벌 모드의 멀티플레이어는 2010년 8월 4일에 출시되었다. 가장 오래된 서버 맵은 마인크래프트 서버 MinecraftOnline의 "Freedonia"라고 불린다. 이 서버와 맵은 마인크래프트 서바이벌 모드 멀티플레이어가 출시된 지 한 시간 이내에 만들어졌다.
hMod 개발의 정체 이후, Nathan 'Dinnerbone' Adams, Erik 'Grum' Broes, Warren 'EvilSeph' Loo, Nathan 'Tahg' Gilbert, 그리고 sk89q 등 hMod 개발자 그룹에 의해 Bukkit이라는 정신적 후속작이 만들어졌다. 이 프로젝트는 2010년 12월 21일부터 작업에 착수하여 2011년에 공식 출시되었다. 이 프로젝트는 GPL 라이선스 아래의 Bukkit과 LGPL 라이선스 아래의 CraftBukkit으로 구성되었다. 특히, 모장의 독점 코드가 포함되어 있어 라이선스가 법적으로 허용되지 않았다.
2011년 1월 9일, 최초의 마인크래프트 서버 프록시인 CraftProxy가 만들어졌다. 이것은 주로 동일한 컴퓨터에서 다른 포트를 사용하여 여러 서버를 실행할 수 있도록 하는 매우 기본적인 프록시였다.

### 출시 후
2011년 12월, 모장과 Bukkit 창립 팀은 모장 본사에서 공식 마인크래프트 모딩 API의 가능성에 대해 논의했다. 2012년 2월 28일, 모장과 Bukkit은 Bukkit 프로젝트의 모든 창립 멤버가 공식 모딩 API 작업을 위해 모장의 직원으로 합류할 것이라고 공동 발표했다(2011년 초 프로젝트를 떠난 sk89q 제외). 이것은 결코 출시되지 않았지만, 고용된 개발자들은 다른 방식으로 상당한 기술적 기여를 했다.
2012년 5월, 개발자 md_5를 포함한 팀에 의해 CraftBukkit이라는 서버 구현이 만들어졌다. 이 이름은 최근에 중단된 CraftBukkit의 포크인 CraftBukkit++의 패러디였다. 이 구현은 프로젝트가 커지면서 2013년 1월 15일 Spigot으로 리브랜딩되었다.
2012년 8월, md_5와 Codename_B는 프록시에 연결된 여러 서버 간에 플레이어 이동을 용이하게 할 수 있는 마인크래프트 서버 프록시 시리즈에 대한 작업을 시작했다. 이는 결국 2012년 10월 4일 개발이 시작된 레이어 7 프록시인 BungeeCord로 이어졌다.
2013년, 모장은 플레이어들이 직접 서버를 설정하지 않고도 쉽고 안전하게 멀티플레이어 게임을 실행할 수 있도록 하는 서버 호스팅 서비스인 마인크래프트 렐름을 발표했다. 일반 서버와 달리 렐름 서버에는 초대된 플레이어만 참여할 수 있으며, 이 서버는 IP 주소를 사용하지 않는다. 2016년부터 렐름은 마인크래프트가 윈도우 10, iOS, 안드로이드 플랫폼 간의 크로스 플랫폼 플레이를 지원할 수 있도록 했다. 이는 구독 기반 서비스로, 구독 등급에 따라 한 번에 3명 또는 11명의 플레이어가 렐름에 참여할 수 있다. 렐름은 게임의 자바 에디션에서도 구매할 수 있지만, 베드락 플레이어와의 크로스 플랫폼 플레이는 지원하지 않는다.
2014년 6월 14일, 모장은 마인크래프트: 자바 에디션의 EULA를 시행하기 시작하여 서버가 미세결제로 페이 투 윈 아이템을 판매하는 것을 금지했다. 많은 플레이어들은 이것이 게임 플레이에 불공정하게 영향을 미친다고 생각했다. 이 변경 후, 서버는 외형 아이템만 판매할 수 있게 되었다. 많은 서버가 이 직후 문을 닫았다.
2014년 6월 23일, Paper 프로젝트(원래 명칭: PaperSpigot)는 스피곳이 커뮤니티 기여를 받아들이는 것을 꺼리자 Z750과 gsand에 의해 스피곳의 포크로 시작되었다. 이 프로젝트는 스피곳에 비해 성능이 크게 향상되었다. 2025년 6월 현재, 커뮤니티에서 운영하는 측정 플랫폼 bStats는 13만 개 이상의 페이퍼 서버가 동시에 실행되고 있으며, 이는 Bukkit 생태계에서 파생된 모든 서버 구현의 60% 이상을 차지하는 사상 최고치를 기록했다고 추적한다.
2014년 8월 24일, EvilSeph는 프로젝트의 법적 회색 지대와 모장의 새로운 EULA 시행을 이유로 Bukkit 프로젝트의 중단을 발표했다. 이에 대해 모장 직원들은 트위터에서 Bukkit 팀이 회사 고용의 일환으로 프로젝트 권한을 모장으로 이전했다고 반박했다. 개발자 Dinnerbone과 Grum은 Bukkit을 다음 버전의 마인크래프트로 직접 업데이트할 것이며, Bukkit이 여전히 공식 모딩 API가 아닐 것임을 명확히 했다. 2014년 9월 5일, Wolvereness로 알려진 저명한 Bukkit 기여자는 깃허브에 DMCA 테이크다운 통지를 보내 Bukkit에 모장의 독점 코드가 포함되어 발생한 저작권 침해로 인해 Bukkit 및 그 포크(Spigot 포함)에 대한 모든 기여를 제거하도록 요청했다. 이 프로젝트는 이후 업데이트를 받지 못하고 사실상 중단되었다.
스피곳은 2014년 11월 28일 깃허브에서 자체 호스팅 Stash 서버로 코드를 마이그레이션하고, 기여자 라이선스 동의를 도입하며, 테이크다운 이전에 Bukkit 사본에 패치를 추가하는 빌드 도구를 제공하여 DMCA 테이크다운을 회피하도록 설계된 빌드 도구를 개발한 후 업데이트된 버전으로 돌아왔다. 이로 인해 스피곳은 Bukkit의 사실상 후계자가 되었다.
2017년 9월 20일, 베드락 코드베이스에서 파생된 게임 에디션용 "Better Together Update"가 출시되었으며, 이는 크로스 플랫폼 멀티플레이어 지원과 함께 Lifeboat, 마인플렉스, InPVP, CubeCraft 등 4개의 추천 서버를 추가했다.
2022년 7월 27일, "야생 업데이트" 1.19.1의 일부로 플레이어 채팅 신고 기능이 추가되었다. 이를 통해 플레이어는 다른 플레이어가 보낸 악성 채팅 메시지를 모장에게 직접 신고할 수 있었고, 플레이어는 Microsoft의 커뮤니티 표준을 위반할 경우 렐름을 포함한 멀티플레이어 서버에서 전체적으로 게임을 할 수 없게 될 수 있었다.
2023년 11월 7일, 모장 스튜디오는 GamerSafer와 협력하여 마인크래프트의 공식 서버 목록을 공개했다.

## 운영
마인크래프트 서버를 운영하는 것은 많은 서버 소유자에게 풀타임 직업이 될 수 있다.
여러 대형 서버는 개발자, 관리자, 아티스트 등으로 구성된 직원을 고용한다. 대형 서버를 운영하는 것은 운영자에게 비용이 많이 들 수 있으며, 특히 천 명 이상의 플레이어가 있는 서버는 더욱 그렇다. 비용에는 급여, 하드웨어, 대역폭, DDoS 보호 등이 포함될 수 있다. 던바는 일일 플레이어 5만 명 이상을 기록한 MCGamer의 월 비용이 "5자리 숫자에 달할 수 있다"고 밝혔다. 2015년 현재, 가장 큰 서버인 하이픽셀의 월 비용은 거의 10만 달러에 달한다. 많은 서버는 비용 충당을 위해 게임 내 랭크, 꾸미기 아이템, 특정 미니게임 또는 게임 모드 패스 등을 판매한다.

### 기술적 측면
자바 에디션의 경우, 모장은 서버 운영자가 서버를 실행할 수 있도록 공식 jar 파일을 배포한다. 타사 서버 jar 파일도 존재하며, 일반적으로 공식 서버 소프트웨어보다 리소스를 효율적으로 사용하고 플러그인 사용을 허용한다. 그러나 마인크래프트 서버는 전통적으로 대부분의 작업을 단일 코어(메인 스레드)에서 실행하도록 제한되어 있으며, 제한된 양의 다른 작업만 비동기적으로 실행될 수 있어 많은 플레이어 수에는 비효율적이다.
마인크래프트 자바 서버는 일반적으로 통신을 위해 TCP를 사용하지만, 마인크래프트 베드락은 RakNet 라이브러리를 사용하여 UDP를 사용하며, 일부 구현에서는 보안 목적으로 X.509를 사용한다. 마인크래프트 베드락의 패킷은 Zlib을 사용하여 압축되는 반면, 자바의 패킷은 압축되지 않고 인터넷을 통한 효율적인 전송에 최적화되어 있다. 마인크래프트 자바는 포트 25565를 사용하여 새 연결을 수신하고 수락한다. 서버 소프트웨어는 기본적으로 포트 25565의 모든 연결을 수락하도록 설정되어 있으므로 SYN 플러드 공격과 같은 일반적인 TCP 공격에 취약해진다. 베드락은 포트 19132를 사용하며 암호화되어 있지만, 네트워크의 방화벽이 제대로 구성되지 않으면 UDP 플러드 공격의 영향을 받을 수 있다. 서버는 솔트된 디피-헬먼 키 교환을 사용하여 적절한 핸드셰이크가 설정되도록 한다.

## 주요 서버
가장 인기 있는 자바 에디션 서버는 2013년 4월에 출시된 하이픽셀이며, 2천만 명 이상의 고유 플레이어를 기록했다. 2021년, 2012년 12월 자바 에디션에서, 2018년 베드락 에디션에서 출시된 CubeCraft Games는 3천만 건 이상의 고유 서버 연결과 57,000명 이상의 동시 접속 플레이어 최고 기록을 달성했다. 다른 인기 있는 서버로는 2012년 4월에 출시되어 350만 명 이상의 고유 플레이어를 보유한 MCGamer, 2013년 4월에 출시되어 100만 명 이상의 고유 플레이어를 보유한 Wynncraft, 그리고 2011년에 출시되어 역시 100만 명 이상의 고유 플레이어를 보유한 Emenbee가 있다. 2014년 현재, 폴리곤에 따르면 마인플렉스, 하이픽셀, Shotbow, The Hive와 같은 서버들은 "매월 백만 명 이상의 고유 사용자"를 유치한다.

### 목록
베드락 에디션 모장 추천 서버
| 이름                   | 시작일                                        | 비고 | Ref.                                                                  |
| ---------------------- | --------------------------------------------- | --- | --------------------------------------------------------------------- |
| 2b2t                   | 2010년 12월                                   | 마인크래프트에서 가장 오래된 무정부 서버로 유명하며, 공식적으로 정해진 규칙 목록이 없어 게임 내 치트 및 외설적인 언어 사용이 허용된다. 맵은 게임에서 가장 오랫동안 운영된 서버 맵 중 하나이다. 이전에 마인크래프트 버전 1.12에서 오랫동안 운영된 후 마인크래프트 버전 1.20으로 업데이트되었다.                                                      | [ 44 ] [ 45 ] [ 46 ]                                                  |
| Autcraft               | 2013년                                        | 자폐 아동을 위한 안전한 안식처로 전념한다. | [ 47 ]                                                                |
| Build the Earth        | 2020년 3월 21일                               | 지구를 포함한 인공 구조물을 1:1 스케일로 재현하는 데 전념한다. | [ 48 ] [ 49 ] [ 50 ]                                                  |
| CubeCraft Games        | 2012년 12월 21일                              | 2012년 자바 에디션에서 시작되었으며, EggWars (MoneyWars), SkyWars, Lucky Islands와 같은 여러 미니게임을 호스팅한다. CubeCraft는 2018년 마인크래프트 베드락 에디션에서 모장 추천 마인크래프트 서버로 문을 열었다. | [ 51 ] [ 52 ] [ 53 ] [ 54 ] [ 39 ]                                    |
| Digital Jesuit         | 2019년 11월                                   | 로마 가톨릭 사제인 로베르토 발레서가 덜 유해한 게임 경험을 위해 조직된 세속적인 마인크래프트 서버로 만들었다. | [ 55 ] [ 56 ] [ 57 ] [ 58 ]                                           |
| Dream SMP              | 2020년 4월 24일; 2023년 4월 9일에 운영 중단.  | 유튜버 드림이 소유하고 많은 유명 마인크래프트 콘텐츠 크리에이터들이 플레이한 비공개 서바이벌 멀티플레이어 서버. 파벌로 나뉘어 있었고, 롤플레잉이 많이 포함되어 있었으며, 유튜브와 트위치에서 생중계되었다. | [ 59 ] [ 60 ]                                                         |
| HermitCraft            | 2012년 4월                                    | HermitCraft (Hermitcraft로도 표기)는 비공개 초대 전용 서버이며 가장 잘 알려진 서버 중 하나이다. 멤버들은 "hermits"라고 불리며 주로 유튜브와 트위치와 같은 다양한 플랫폼에서 콘텐츠를 제작한다. | [ 61 ] [ 62 ] [ 63 ] [ 64 ] [ 65 ]                                    |
| The Hive               | 2013년 2월 24일                               | 2012년에 만들어진 미니게임 서버. 원래는 자바 서버였으나, 2018년 베드락 에디션으로 확장되었고, 2021년 4월 플레이어 관심 감소로 인해 자바 플레이어에게 문을 닫은 후 베드락 전용이 되었다. | [ 66 ] [ 67 ] [ 68 ]                                                  |
| 하이픽셀               | 2013년 4월 13일                               | 마인크래프트에서 가장 인기 있는 서버로, 사이먼 콜린스-라플람과 필립 투셰트가 설립했으며, 플레이어 대 플레이어 전투를 중심으로 하는 많은 게임 모드와 미니게임을 포함한다. | [ 19 ]                                                                |
| MCParks                | 2013년 4월                                    | 디즈니랜드, 디즈니 캘리포니아 어드벤처, 월트 디즈니 월드 리조트, 유니버설 올랜도 리조트, 부쉬 가든 탬파 베이를 포함한 주요 테마파크의 1:1 스케일 복제본. | [ 69 ] [ 70 ] [ 71 ] [ 72 ] [ 73 ]                                    |
| MinecraftOnline        | 2010년 8월 4일                                | 2010년 8월에 만들어져 이틀간의 테스트 후 일반에 공개된 MinecraftOnline은 가장 오래된 서바이벌 서버이며, 한 번도 초기화되지 않은 가장 오래 운영된 서버 맵을 포함한다. MinecraftOnline, Novylen 또는 nerd.nu 중 어느 것이 가장 오래된 마인크래프트 서버인지에 대해서는 출처마다 의견이 다르며, 이는 커뮤니티 내에서 큰 논쟁을 불러일으켰다.           | [ 74 ]                                                                |
| 마인플렉스             | 2013년 1월 24일; 2023년 5월 16일에 운영 중단. | 한때 가장 큰 마인크래프트 서버였으며, 플레이어가 경험할 수 있는 다양한 미니게임을 제공했다. 2015년에는 당시 가장 인기 있는 마인크래프트 서버로 기네스 세계 기록을 보유했다. 결국 경쟁 미니게임 서버인 하이픽셀에 의해 가장 인기 있는 서버 자리를 빼앗겼고, 이는 결국 서버 폐쇄로 이어졌다. 현재 가까운 시일 내에 마인플렉스를 재출시할 계획이 있다. | [ 68 ] [ 75 ] [ 76 ] [ 77 ] [ 78 ] [ 79 ] [ 80 ]                      |
| Minehut                | 2014년 11월 28일                              | 플레이어가 자신만의 서버를 만들고 매일 수천 명의 플레이어에게 광고할 수 있는 마인크래프트 서버 네트워크이다. 이 서버는 GamerSafer가 소유하고 있으며, GamerSafer는 공식 마인크래프트 서버 목록도 만들었다. | [ 81 ]                                                                |
| nerd.nu                | 2009년 6월                                    | 가장 오래된 마인크래프트 서버 두 개 중 하나이다. 맵은 최소 26번 수정되었으며, nerd.nu와 MinecraftOnline 중 어느 서버가 더 오래되었는지에 대해 출처마다 의견이 달라 커뮤니티 내에서 큰 논쟁을 불러일으키고 있다. |                                                                       |
| The Uncensored Library | 2020년 3월 12일                               | 국경 없는 기자회가 출판의 자유가 없는 국가의 검열을 우회하기 위해 출시한 서버이자 맵이다. 상당한 언론 보도를 받았다. | [ 82 ] [ 83 ] [ 84 ] [ 85 ] [ 86 ] [ 87 ] [ 88 ] [ 89 ] [ 90 ] [ 91 ] |
| Wynncraft              | 2013년 4월                                    | 대규모 다중 사용자 온라인 롤플레잉 게임으로 기능하는 서버. | [ 92 ]                                                                |

## 더 읽어보기
- 《Ultimate Guide to Mastering Minigames and Servers: Minecraft Secrets to the World's Best Servers and Minigames》. 트라이엄프 북스. 2016년 4월 5일. ISBN 9781629372334. 2019년 12월 6일에 원본 문서에서 보존된 문서. 2019년 12월 5일에 확인함.